# Jari Pasanen
Jari Pasanen (* 19. August 1964 in Imatra) ist ein ehemaliger deutsch-finnischer Eishockeyspieler und aktueller -trainer. Seit Mai 2022 ist er als Cheftrainer bei den Starbulls Rosenheim in der DEL2 angestellt. Zuvor war er bereits unter anderem für die Iserlohn Roosters in der Deutschen Eishockey Liga (DEL) aktiv. Schon den Großteil seiner Spielerkarriere hatte der Stürmer in Deutschland verbracht, unter anderem bei den Wedemark Scorpions in der DEL.

## Karriere

### Spieler
Pasanen begann seine Profikarriere im Jahr 1984 bei seinem Heimatclub Imatran Ketterä in der finnischen I-divisioona, der zweithöchsten Spielklasse. Nach drei Jahren wechselte er nach Deutschland, wo er zunächst beim SV Brackwede, ab 1988 beim ESC Wedemark und ab 1991 beim EC Wilhelmshaven-Stickhausen, allesamt Teams der Regionalliga, als Spielertrainer tätig war. In der Saison 1992/93 gab er sein Comeback bei Imatran Ketterä. Nach einer Spielzeit in Nordamerika, wo der Stürmer für die Muskegon Fury in der Colonial Hockey League (CoHL) und Daytona Beach Sun Devils in der Sunshine Hockey League (SunHL) auflief.
Ab 1994 spielte Pasanen wieder in Deutschland. Mit dem ESC Wedemark trat er zunächst zwei Jahre in der 1. Liga Nord an und stieg in der Saison 1995/96 in die Deutsche Eishockey Liga (DEL) auf. Er verbrachte mit dem nun unter dem Namen „Scorpions“ auftretenden Team eine Spielzeit in der höchsten deutschen Spielklasse, in der er sowohl als Verteidiger als auch als Stürmer eingesetzt wurde. Zur Saison 1997/98 wechselte Pasanen zurück in die 1. Liga Nord und blieb zwei Jahre lang beim EC Wilhelmshaven-Stickhausen. In der Saison 1999/2000 entschied er sich für einen Wechsel zum ESC Thüringen Erfurt, für die er in der neu gegründeten Oberliga spielte. Pasanen beendete seine Karriere als Spieler bei den Schweinfurter Mighty Dogs, für die er bis 2002 noch zwei Jahre lang in der Regionalliga Süd aufs Eis ging.

### Trainer
Nach seinem Karriereende als Spieler wurde er Cheftrainer in Schweinfurt, wo er sein Team in der Saison 2002/03 auf Platz 1 der Oberliga-Meisterschaftsrunde führte. In den Playoffs scheiterten die Mighty Dogs allerdings am EC Peiting. Auch in der folgenden Saison erreichte er mit seinem Team die Playoffs und musste sich erneut im Viertelfinale gegen den späteren Aufsteiger Lausitzer Füchse geschlagen geben.
In der Spielzeit 2004/05 war er an der Seite von Kevin Gaudet Assistenztrainer bei den Hannover Scorpions in der DEL. Während der Saison 2005/06 kam er als Ersatz für den zuvor entlassenen Anton Krinner zu den Moskitos Essen, die er vor dem Abstieg aus der 2. Bundesliga bewahrte. In den beiden folgenden Spielzeiten erreichte er mit dem Team jeweils die Playoffs und scheiterte beide Male im Viertelfinale. Nach der Insolvenz der Moskitos wechselte er zur Saison 2008/09 zusammen mit Co-Trainer Anton Raubal zu den Schwenninger Wild Wings, die er bis zum 7. Dezember trainierte. Die Wild Wings kündigten seinen Vertrag nach einem durchwachsenen Start in die Saison. Im April 2010 wurde er erneut bei den Moskitos Essen vorgestellt. In der Saison 2010/11 war er bei dem Oberligisten Trainer und sportlicher Leiter.
Zur Saison 2012/13 unterschrieb Pasanen einen Vertrag bei den Iserlohn Roosters aus der DEL, wo er zunächst als Assistenztrainer an der Seite von Doug Mason arbeitete. Nach der Beurlaubung Masons am 29. Oktober 2013 übernahm Jari Pasanen die Position des Cheftrainers. Es gelang ihm, die Mannschaft vom letzten auf den zehnten Platz zu führen und in den Pre-Playoffs das favorisierte Team aus München zu schlagen. Auch in den beiden folgenden Spielzeiten führte er die Roosters jeweils ins Viertelfinale. In der Saison 2015/2016 erreichte das Team mit dem dritten Platz die bisher beste Platzierung ihrer DEL-Geschichte. Nach fast vier Jahren im Amt wurde Pasanen am 10. Oktober 2017 als Iserlohner Cheftrainer beurlaubt. Zu diesem Zeitpunkt lagen die Sauerländer auf dem letzten Tabellenplatz und hatten das Spieljahr 2017/18 mit drei Siegen und sieben Niederlagen eingeleitet. Der Verein begründete die Trennung mit der „ausbleibenden taktischen Weiterentwicklung“ der Mannschaft.
Im April 2018 wechselte er zu den Frederikshavn White Hawks in die dänische Metal Ligaen, für die er ebenfalls vier Jahre lang tätig war. Ab 2019 bekleidete er dort in Personalunion auch das Amt des Sportdirektors. Zur Saison 2022/23 wurde er Trainer der Starbulls Rosenheim aus der Oberliga. Im April 2023 gewann er mit seinem Team durch einen 2:1-Sieg in der Overtime gegen die Blue Devils Weiden die Meisterschaft und führte sie damit zurück in die DEL2.

## Erfolge und Auszeichnungen
| - 1991 Aufstieg in die Oberliga mit dem ESC Wedemark (als Spielertrainer) - 1993 Aufstieg in die Oberliga mit dem EC Wilhelmshaven-Stickhausen (als Spielertrainer) - 1993 Aufstieg in die I-divisioona mit Imatran Ketterä - 1996 Meister der 1. Liga und Aufstieg in die Deutsche Eishockey Liga mit dem ESC Wedemark | - 1999 Aufstieg in die 2. Bundesliga mit dem EC Wilhelmshaven-Stickhausen - 2020 Dänischer Pokalsieger mit den Frederikshavn White Hawks (als Cheftrainer) - 2023 Meister der Oberliga und Aufstieg in die DEL2 mit den Starbulls Rosenheim (als Cheftrainer) |

## Karrierestatistik
(Legende zur Spielerstatistik: Sp oder GP = absolvierte Spiele; T oder G = erzielte Tore; V oder A = erzielte Assists; Pkt oder Pts = erzielte Scorerpunkte; SM oder PIM = erhaltene Strafminuten; +/− = Plus/Minus-Bilanz; PP = erzielte Überzahltore; SH = erzielte Unterzahltore; GW = erzielte Siegtore; 1 Play-downs/Relegation; Kursiv: Statistik nicht vollständig); 2ohne Saison 1998/99; 3nur Saison 1998/99

## Familie
Jari Pasanen ist der Sohn des Eishockeyspielers Tommy Pasanen.